# Aleksander Janisz
Aleksander Jan Janisz (ur. 2 marca 1896 we Lwowie, zm. 1940 w Kalininie) – nadkomisarz Policji Państwowej i major piechoty Wojska Polskiego, ofiara zbrodni katyńskiej.

## Życiorys
Urodził się we Lwowie, w rodzinie Jana i Anny z Bojków. W czasie I wojny światowej walczył w szeregach cesarskiej i królewskiej armii. Na stopień podporucznika został mianowany ze starszeństwem z 1 stycznia 1918 w korpusie oficerów rezerwy piechoty. Jego oddziałem macierzystym był c. i k. Pułk Piechoty Nr 90.
Z dniem 1 stycznia 1919 został przyjęty do Wojska Polskiego z byłej armii austro-węgierskiej, z zatwierdzeniem posiadanego stopnia podporucznika ze starszeństwem z dniem 1 stycznia 1918, zaliczony do rezerwy, powołany do służby czynnej na czas wojny, i przydzielony do 14 pułku piechoty. Uczestnik wojny polsko-bolszewickiej. Następnie pełnił służbę w 63 pułku piechoty w Toruniu oraz 4 Dywizji Piechoty w Toruniu na stanowisku oficera sztabu dowódcy piechoty dywizyjnej. W listopadzie 1928 został przeniesiony do 15 pułku piechoty w Dęblinie. Z dniem 5 stycznia 1931 został powołany do Wyższej Szkoły Wojennej w Warszawie, w charakterze słuchacza dwuletniego kursu 1930–1932. W marcu 1932, nie ukończywszy kursu, został przeniesiony do 1 batalionu strzelców w Chojnicach. 30 czerwca 1936 został przeniesiony do rezerwy. Od 1 lipca 1936, w randze nadkomisarza, pełnił obowiązki dowódcy kompanii w Normalnej Szkole Fachowej dla Szeregowych Policji Państwowej w Mostach Wielkich. Od czerwca 1937 do września 1939 komendant powiatowy Policji w Chojnicach.
Na stopień majora został mianowany ze starszeństwem z dniem 19 marca 1939 i 75. lokatą w korpusie oficerów rezerwy piechoty.
Po agresji ZSRR na Polskę w 1939 roku znalazł się w niewoli radzieckiej w specjalnym obozie NKWD w Ostaszkowie. Zamordowany przez NKWD wiosną 1940 roku jako jedna z ofiar zbrodni katyńskiej. Pochowany w Miednoje.
4 października 2007 roku Aleksander Janisz został pośmiertnie awansowany na stopień podinspektora Policji Państwowej.

## Ordery i odznaczenia
- Krzyż Walecznych – 1921[19][20]
- Srebrny Krzyż Zasługi – 10 listopada 1928 „w uznaniu zasług, położonych na polu pracy w poszczególnych działach wojskowości”[21][22]
- Medal Pamiątkowy za Wojnę 1918–1921[23]
- Medal Dziesięciolecia Odzyskanej Niepodległości[23]
- Odznaka za Rany i Kontuzje[23]